# Big Brother
Ha a magyarországi Big Brother szeretnél többet tudni, lásd: Big Brother (Magyarország)

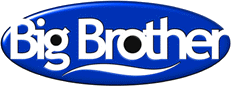
A műsor eredeti logója

A Big Brother (magyarul: Nagy Testvér) nemzetközi beköltözős valóságshow-sorozat, amely John de Mol alapötletén alapul. A műsor lényege, hogy minden egyes szériában meghatározott ideig élnek meghatározott számú lakók egymással, egy, a külvilágtól teljesen elzárt, kamerákkal felszerelt házban. A lakók általában jelölések, majd kiszavazások útján jutnak el a fináléig, ahol csak egy valaki nyeri meg a fődíjat, ami legtöbbször pénzösszeg.

## Története
A show alapötlete John de Mol fejében fogalmazódott meg a holland Endemol cég egyik ötletgyűjtő megbeszelésén, 1997. szeptember 4-én. Még ebben az évben elkezdtek dolgozni a műsorszerkezeten. A címet még nem találták ki, ezért munkanévként a de Gouden Kooi-t (magyarul: Az Aranybörtön) adták neki. Végül megtalálták az ideális címet, amit George Orwell 1948-as regénye, az 1984 ihletett. Az első Big Brothert 1999-ben láthatta a holland közönség a Veronica TV-n.

## Formátumok

### Eredeti formátum
Minden egyes ország, amely megvette a licencet, némileg változtatott a formátumon, de a lényeg mindig ugyanaz: egy, a külvilágtól elzárt, ám különlegesen kialakított házba embereket költöztetnek, ahol minden egyes lépésüket kamerák veszik fel. A jelölés és kiszavazás közötti időköz változó. Van, ahol az egyik héten jelölnek, a másik héten pedig egy lakó elhagyja a házat, de van olyan ország is, ahol egy héten belül megtörténik mindez. A műsornak négy építőeleme van: a ház, a kiszavazás rendszere, a Nagy Testvér által kiadott heti feladatok és a titokszoba, ahol a legtöbb országban csak a Nagy Testvérrel lehet megosztani az véleményeiket és jelöléseiket. 
A kiszavazás rendszere a következő: a lakóknak meg kell jelölniük, legtöbb esetben két lakótársukat, akiket nem szeretnének a ház falain belül tudni. Aki a legtöbb szavazatot kapja, jelölt lesz. A jelöltek közül a nézőknek kell eldönteni, melyik játékos távozzon. Aki a legtöbb SMS-t, illetve telefonhívást kapja, veszít, így el kell hagynia a házat.

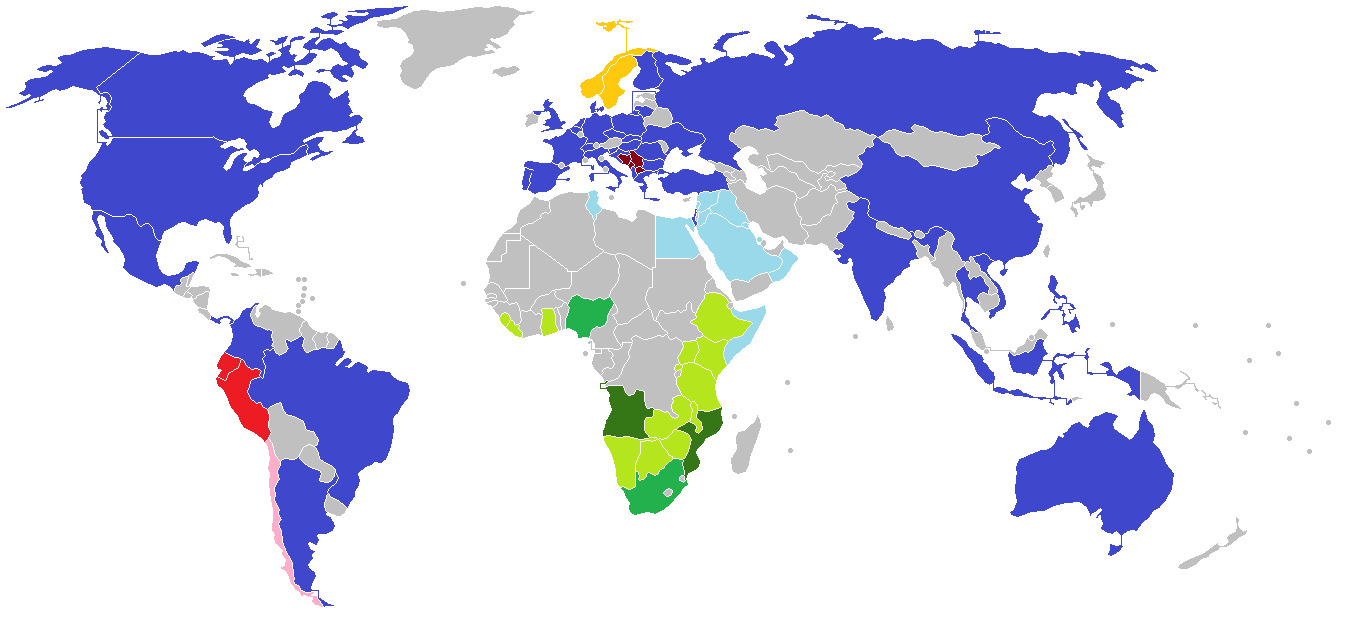
Országok, ahol az eredeti formátum fut
Országok, ahol a Big Brother Afrika fut
Országok, ahol az eredeti formátum és Big Brother Afrika is fut
Országok, ahol a Big Brother Közel-Kelet fut
Országok, ahol a Big Brother Dél-Amerika fut
Országok, ahol az eredeti formátum és Big Brother Dél-Amerika is fut
Országok, ahol a Big Brother Balkán-félsziget fut
Országok, ahol az eredeti formátum és Big Brother Skandinávia is fut

### Eltérő formátumok

#### Nemzetközi Big Brother
Az alábbi verziókban az országok összevontan szavazhatnak és vehetnek részt a játékon:
- Afrika: Angola, Botswana, Ghána, Kenya, Malawi, Namíbia, Nigéria, a Dél-afrikai Köztársaság, Tanzánia, Uganda, Zambia és Zimbabwe
- Balkán-félsziget: Bosznia-Hercegovina, Montenegró, Szerbia, Horvátország és Macedónia
- Közel-Kelet: Bahrein, Egyiptom, Irak, Jordánia, Kuvait, Libanon, Omán, Szaúd-Arábia, Szomália, Szíria és Tunézia
- Dél-Amerika: Chile, Ecuador és Peru
- Skandinávia: Norvégia és Svédország
- Egyesült Királyság: Egyesült Királyság és Írország.

#### Angliai változtatások
A brit Big Brother harmadik szériában a Nagy Testvér olyan feladatot adott egy lakónak, amit egy szombat este élő adásban kellett teljesítenie. A műsor alacsony nézettsége miatt több ilyen adást nem készítettek. Ausztráliában azonban sikeres volt a formátum.
Az ötödik szériában a Nagy Testvér gonosz oldalát mutatta be, amikor karaktere már-már gazemberré vált. Keményen büntetett, nehéz feladatokat és titkos küldetéseket adott a lakóknak. E formátumot Ausztráliában, Belgiumban, Bulgáriában, Horvátországban, Finnországban, Görögországban, Olaszországban, Hollandiában, az összevont skandináv verzióban (Norvégia és Svédország), Szerbiában, Spanyolországban, Thaiföldön, a Fülöp-szigeteken és Mexikóban is láthatta a közönség.

#### Amerikai változtatások
Az amerikai verzióban szinte teljesen megváltoztatták a játékszabályt. Az első, tradicionális szériát leszámítva a lakóknak feladatokat kell megoldaniuk. A feladatokat megnyerő lakó lesz A ház feje (Head of Household). Az adott héten ő tehet csak jelölést, majd a jelöltek közül a lakóknak kell kiválasztaniuk a kiszavazottat. Az a jelölt, aki a legtöbb szavazatot kapja társaitól, kiesik a játékból.
A harmadik szériában bevezették a vétójogot, amit ha megszerez egy lakó, kiválthatja társát a jelöltség alól. A formátumot Brazíliában és az afrikai-verzióban is alkalmazták.

## Big Brother sztárokkal
Számos országban adaptálták a show VIP verzióját, amikor civilek helyett az adott ország ismert embereit költöztetik be a házba. A műsorok címei országonként változó, de javarészt a következők: Celebrity Big Brother vagy Big Brother VIP. A show előtt megállapodnak a készítők a leendő sztárszereplőkkel, hogy a majdani győztes nyereményének összegét egy alapítványnak kell felajánlania, de ettől függetlenül minden hírességnek fizetnek a bentlétért, ezzel biztosítva azt, hogy a sztárok nem fognak maguktól távozni. A szabályok ugyanazok, mint a szokásos formátumban, bár a Nagy Testvér nem veszi olyan szigorúan a sztárok kihágását. A műsort először Hollandiában vetítették 2000-ben.
A Hotel Big Brotherben a sztárok a Nagy Főnökkel együtt üzemeltettek egy szállodát, és a befolyt pénzösszegeket jótékonyságra fordították.
A legújabb verzió a brit Big Brother: Celebrity Hijack, amit 2008 januárjában kezdett vetíteni annak anyacsatornája, a Channel 4. A műsorban ahelyett, hogy a sztárok költöznének be a házba, a szerkesztők 18 és 21 év közötti, Nagy-Britannia legmeghökkentőbbnek és legsokoldalúbbnak titulált fiataljait zárták össze. Az új formátumra azért volt szükség, mert a Celebrity Big Brother 2007-ben nemzetközi botrányt kavart.

## Fordítás
- Ez a szócikk részben vagy egészben  a   Big Brother (TV series) című angol Wikipédia-szócikk fordításán alapul.  Az eredeti cikk szerkesztőit annak laptörténete sorolja fel. Ez a jelzés csupán a megfogalmazás eredetét és a szerzői jogokat jelzi, nem szolgál a cikkben szereplő információk forrásmegjelöléseként.